# Koror (Insel)
Koror, auch Oreor genannt, ist eine Insel im westlichen Pazifischen Ozean; sie gehört geographisch zu den Palauinseln, politisch zur Inselrepublik Palau.

## Geografie
Die etwa 8 km² große Insel ist vulkanischen Ursprungs und liegt in der gleichnamigen palauischen Verwaltungseinheit Koror, etwa 7 Kilometer südwestlich von Babeldaob. An der Westküste liegt die Stadt Koror, größter Ort der Insel und bis 2006 Hauptstadt von Palau. Diese ist jetzt Ngerulmud, gelegen an der Ostküste der Nachbarinsel Babeldaob.
Koror ist über Brücken mit den Inseln Arakabesan, Malakal und Babeldaob verbunden.

## Tourismus
Im Jahre 2014 wurde Koror von Zeit zu Zeit von Kreuzfahrtschiffen angelaufen.